# Fiolent

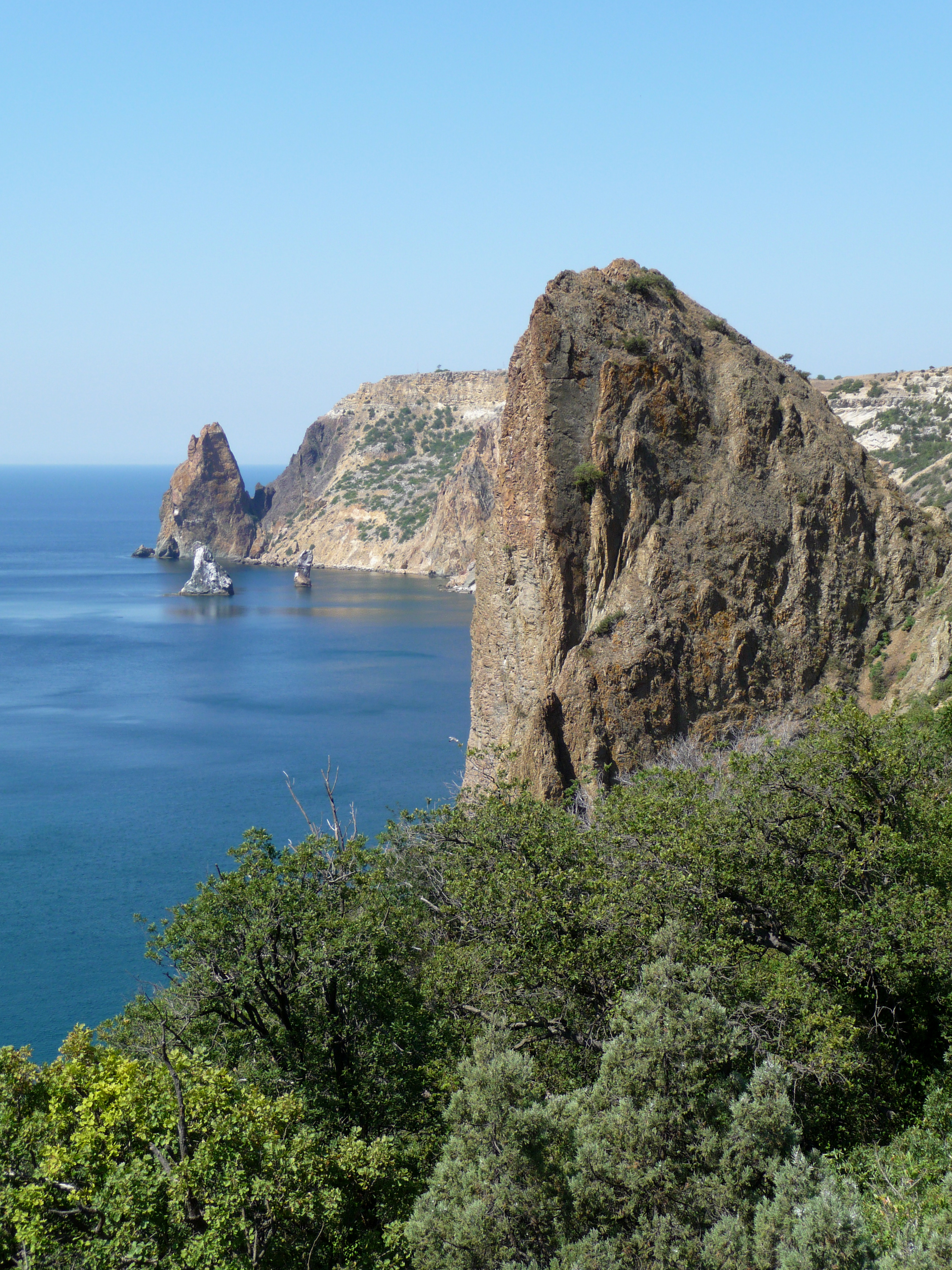
Fiolent

Fiolent (Фіолент, Фиолент, Phiolent, Feolent) – przylądek na Półwyspie Krymskim, w okolicy Sewastopola.
Znane miejsce turystyczne, m.in. z Groty Diany oraz Skały Krzyża (Klifu św. Jerzego).